# Store Svarthorn
Store Svarthorn är en bergstopp i Antarktis. Den ligger i Östantarktis. Norge gör anspråk på området. Toppen på Store Svarthorn är 2 490 meter över havet, eller 925 meter över den omgivande terrängen. Bredden vid basen är 4,1 km.
Terrängen runt Store Svarthorn är kuperad österut, men västerut är den platt. Trakten är obefolkad. Det finns inga samhällen i närheten.